# Villa Aldobrandini
Pour l’article homonyme, voir Villa Aldobrandini (Rome).
La Villa Aldobrandini, ou Belvédère, est une villa située à Frascati (Latium, Italie), sur une succession de terrasses superposées, construite en 1600-1602, d'après des dessins de Giacomo della Porta, par Giovanni Fontana et Carlo Maderno pour le cardinal Pietro Aldobrandini, neveu du pape Clément VIII.

## Historique
Cette demeure, avec ses jets d'eau, ses cascades artificielles est une des plus belles et des plus imposantes de Frascati.
Derrière, se trouve une construction, avec une succession de chutes d'eau traversant un bosquet de vieux chênes verts dans lequel prend place un groupe de statues fantastiques représentant Neptune ou Atlas chancelant sous son énorme fardeau. À gauche de cet édifice se trouve une chapelle dédiée à saint Sébastien, patron de la famille Aldobrandini. Dans l'autre aile, appelée Parnassus, il y avait autrefois un orgue activé par l'eau et les murs étaient couverts de fresques du Domenichino. Les travaux hydrauliques ont été réalisés par Giovanni Fontana.

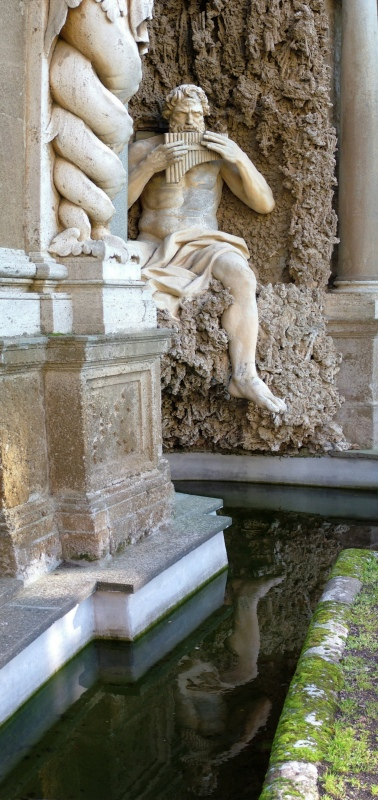
Polyphème de Jacques Sarrazin (1621).

Une avenue de chênes verts conduit de la villa à l'entrée principale. L'architecture de cette entrée, originale et élégante, est l'œuvre de Carlo Bizzaciano.
Quand Goethe séjourna à Frascati, il fut invité à rendre visite au prince Aldobrandini et demanda au peintre Franz Kaisermann de reproduire pour lui une vue de Frascati prise depuis la villa. Cette peinture est conservée dans la chambre où mourut Goethe, à Weimar. 
Il faut une permission pour visiter la villa, qui est la propriété du prince Aldobrandini.